# جاسم الحمدوني
جاسم الحمدوني (ولد في 17 ديسمبر 1996 في تونس) لاعب كرة قدم تونسي دولي يجيد اللعب في مركز الجناح الأيمن وبدرجة أقل الجناح الأيسر والمهاجم. يلعب حاليا لصالح الرفاع البحريني منذ 2022.

## المسيرة الرياضية

### الأندية
في 1 يوليو 2014 تم تصعيد الحمدوني إلى الفريق الأول في البنزرتي التونسي. في موسمه الأول 2014-2015 وفي بطولة دوري الدرجة الممتازة احتل فريقه المركز الثامن. وفي بطولة كأس تونس ساهم في وصول فريقه إلى الدور الثمن النهائي.
في موسمه الثاني 2015-2016 وفي بطولة دوري الدرجة الممتازة احتل فريقه المركز الخامس. وفي بطولة كأس تونس ساهم في وصول فريقه إلى الدور الثمن النهائي.
في موسمه الثالث 2016-2017 وفي بطولة دوري الدرجة الممتازة احتل فريقه المركز المركز الرابع في المجموعة الأولى فانتقل إلى دوري الهبوط ليحتل في نهاية المطاف المركز الحادي عشر بفارق نقطة واحدة عن منطقة الهبوط. وفي بطولة كأس تونس ساهم في وصول فريقه إلى الدور الربع النهائي.
في موسمه الأول 2014-2015 وفي بطولة دوري الدرجة الممتازة احتل فريقه المركز الخامس. وفي بطولة كأس تونس ساهم في وصول فريقه إلى الدور النصف النهائي.
في 1 يوليو 2018 انتقل الحمدوني من البنزرتي إلى الصفاقسي في صفقة انتقال حر. في موسمه الأول 2018-2019 وفي بطولة دوري الدرجة الممتازة احتل فريقه المركز الثالث بفارق 4 نقاط عن البطل الترجي. وفي بطولة كأس تونس ساهم في تتويج فريقه بالبطولة بعدما تغلب في المباراة النهائية على النجم الساحلي بركلات الترجيح ليحقق الحمداني أولى بطولاته الشخصية. وفي بطولةدوري أبطال العرب خرج فريقه من الدور32. وفي بطولة كأس الكونفيدرالية الأفريقية ساهم في وصول فريقه إلى الدور النصف النهائي.
في موسمه الثاني والأخير 2019-2020 وفي بطولة دوري الدرجة الممتازة احتل فريقه المركز الثاني بفارق 11 نقطة عن البطل الترجي. وفي بطولة كأس تونس ساهم في وصول فريقه إلى الدور النصف النهائي. وفي بطولة كأس السوبر التونسي خسر فريقه من الترجي بركلات الترجيح. وفي بطولة كأس الكونفيدرالية الأفريقية خرج فريقه من الدور32.
في 1 يوليو 2020 انتقل الحمدوني من الصفاقسي إلى مستقبل الرجيش التونسي بنظام الإعارة لمدة موسم واحد. في موسمه الأول 2020-2021 وفي بطولة دوري الدرجة الممتازة احتل فريقه المركز السادس بفارق 7 نقاط عن منطقة الهبوط. وفي بطولة كأس تونس خرج فريقه من الدور32. في 30 يونيو 2021 انتهت الإعارة وعاد الحمدوني إلى الصفاقسي.
في 1 يوليو 2021 انتقل الحمدوني من الصفاقسي إلى مستقبل الرجيش في صفقة انتقال حر. في موسمه الثاني والأخير 2021-2022 وفي بطولة دوري الدرجة الممتازة احتل فريقه المركز الرابع في المجموعة الثانية فانتقل إلى مباراة تراتبية لتحديد صاحب المركز السابع حيث خسر من اتحاد تطاوين 3-5 ليحتل في نهاية المطاف المركز الثامن. وفي بطولة كأس تونس ساهم في وصول فريقه إلى الدور الربع النهائي.
في 1 سبتمبر 2022 انتقل الحمدوني من مستقبل الرجيش إلى الرفاع البحريني في صفقة انتقال حر.

### المنتخبات
في 13 أكتوبر 2018 شارك الحمدوني في أول مباراة دولية مع منتخب تونس وكانت أمام النيجر وانتهت بفوز تونس 1-0 وذلك ضمن تصفيات الأمم الأفريقية.

## الإنجازات
- الصفاقسي
  - كأس تونس (1): 2018-2019